# Vinje
Vinje este o comună din provincia Telemark, Norvegia.
Se află cu cel mai înalt punct în Nupsegga[*], la 1.647 m. Are o suprafață de 3.105,85 km². Populația este de 3.832 locuitori, determinată în 1 ianuarie 2023, prin Folkeregisteret[*].